# Биотические факторы окружающей среды
Биотические факторы (от греч. βιοτικός — «жизненный») — формы воздействия организмов друг на друга, как внутри вида, так и между различными видами.
Беклемишев В. Н. разделил биотические факторы на 4 группы (виды взаимодействия):
- топические — по изменению среды (разрыхление почвы)
- трофические — пищевые отношения (продуценты, консументы, редуценты)
- фабрические — по жилищу (паразитические черви используют организм как среду обитания)
- форические — по переносу (рак- отшельник переносит актинию)

Действие биотических факторов выражается в форме взаимовлияний одних организмов на жизнедеятельность других организмов и всех вместе на среду обитания. Различают прямые и косвенные взаимоотношения между организмами.
Внутривидовые взаимодействия между особями одного и того же вида складываются из группового и массового эффектов и внутривидовой конкуренции.
Межвидовые взаимоотношения значительно более разнообразны. Возможные типы комбинации отражают различные типы взаимоотношений:
1. нейтрализм (0;0) — взаимоотношения между организмами не приносят друг другу ни вреда, ни пользы
2. комменсализм (0;+) — совместное сожительство организмов разных видов, при котором один организм использует другой как жилище и источник питания, но не причиняет вреда партнеру. Например, некоторые морские полипы, поселяясь на крупных рыбах, в качестве пищи используют их испражнения. В желудочно-кишечном тракте человека находится большое количество бактерий и простейших, питающихся остатками пищи и не причиняющих вреда хозяину.
  - синойкия (квартирантство) — сожительство, при котором особь одного вида использует особь другого вида только как жилище, не принося своему «живому дому» ни пользы, ни вреда. Например, пресноводная рыбка горчак откладывает икринки в мантийную полость двухстворчатых моллюсков. Развивающиеся икринки надежно защищены раковиной моллюска, но они безразличны для хозяина и не питаются за его счет.
3. аменсализм (0;-) — это взаимоотношения между организмами, при которых один несет ущерб, а другому они безразличны. Например, гриб пеницилл выделяет антибиотик, убивающий бактерий, но вторые на гриб никак не влияют.
4. мутуализм (взаимовыгодный симбиоз +;+) — совместное сожительство организмов разных видов, приносящее взаимную пользу. Например, лишайники являются симбиотическими организмами, тело которых построено из водорослей и грибов. Нити гриба снабжают клетки водоросли водой и минеральными веществами, а клетки водорослей осуществляют фотосинтез и, следовательно, снабжают гифы грибов органическими веществами.
  - протокооперация (кооперация) — это полезные взаимоотношения организмов, когда они могут существовать друг без друга, но вместе им лучше. Например, рак-отшельник и актиния, акулы и рыбы-прилипалы.
5. ресурс- эксплуататор (+;-).
  - паразитизм — это форма антагонистического сожительства организмов, относящихся к разным видам, при котором один организм (паразит), поселяясь на теле или в теле другого организма (хозяина), питается за его счет и причиняет вред. Болезнетворное действие паразитов слагается из механического повреждения тканей хозяина, отравления его продуктами обмена, питания за его счет. Паразитами являются все вирусы, многие бактерии, грибы, простейшие, некоторые черви и членистоногие. В отличие от хищника паразит использует свою жертву длительно и далеко не всегда приводит её к смерти. Нередко вместе со смертью хозяина погибает и паразит. Связь паразита с внешней средой осуществляется опосредованно через организм хозяина.
  - хищничество — антагонистические взаимоотношения паразитов и хищников со своими жертвами поддерживают численность популяции одних и других на определённом относительно постоянном уровне, что имеет большое значение в выживании видов.
6. Антибиоз (-;-). Например, конкуренция — антагонистические отношения между организмами (видами), связанные борьбой за пищу, самку, место обитания и другие ресурсы